# 王明雯
王明雯（1968年5月—）女，彝族，四川雷波人，中华人民共和国法学家，九三学社社员，西昌学院教授。第十二届全国人大常委会委员。

## 生平
1991年7月，王明雯毕业于四川师范大学政教系。毕业后被分配到四川省的民族地区高校，从事思想政治及法学教学科研工作。1994年9月至1995年7月，在武汉大学法学院进修。1999年7月，自西南师范大学“思想政治教育与管理”专业研究生课程班毕业。2004年1月，获教育学硕士学位。
王明雯是西昌学院教授，四川省学术带头人后备人选。历任第十一届全国人大代表、第九届、十届凉山彝族自治州人大代表、凉山彝族自治州人大常委会委员、内务司法委员会委员。
王明雯在法学专业长期进行研究。截至2013年，曾主持、主研15项国家、省、州、院级教学及科研课题，出版1部专著，参编2部教材，发表30多篇论文，多次荣获省、市（州）级教学及科研奖。
王明雯在担任第十一届全国人大代表期间，五年提交议案12件、建议25份，其中11件议案列为大会正式议案。
2013年3月，王明雯当选第十二届全国人大常委会委员。